# Lepiku, Tartumaa
För andra betydelser, se Lepiku.
Lepiku är en by i Estland.   Den ligger i Ülenurme kommun i landskapet Tartumaa, i den sydöstra delen av landet, 170 km sydost om huvudstaden Tallinn. Lepiku ligger 65 meter över havet och antalet invånare är 110.

## Geografi
Terrängen runt Lepiku är platt. Runt Lepiku är det glesbefolkat, med 12 invånare per kvadratkilometer. Närmaste större samhälle är staden Tartu, 12,9 km norr om Lepiku. Omgivningarna runt Lepiku är en mosaik av jordbruksmark och naturlig växtlighet.

### Klimat
Trakten ingår i den hemiboreala klimatzonen. Årsmedeltemperaturen i trakten är 2 °C. Den varmaste månaden är juli, då medeltemperaturen är 18 °C, och den kallaste är februari, med −12 °C.